# Chola cuencana

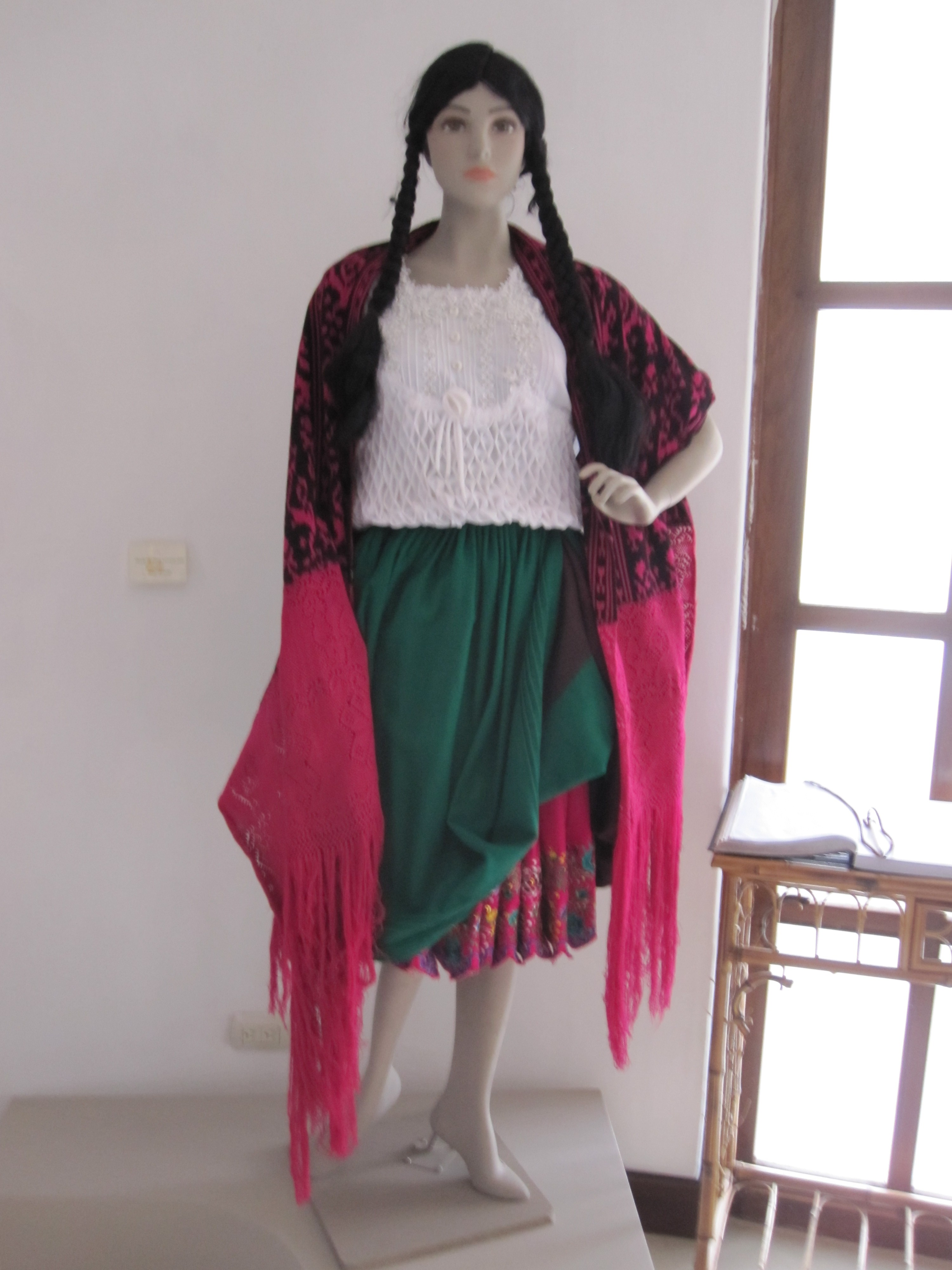
Vestimenta típica de la chola cuencana.

Chola cuencana es el apelativo con el que se designa a la mujer en la ciudad de Cuenca y su región, en el sur del Ecuador, fruto del mestizaje biológico y cultural entre aborígenes americanos y conquistadores españoles. Es una figura emblemática de la sociedad local.
Características similares, en lo cultural, origen étnico y en el vestuario, es compartido por campesinas de otros cantones de la provincia del Azuay y del sur de la provincia del Cañar (Azogues, Déleg y Biblián).

## Etimología
"Chola" es la denominación usual en algunas partes de Latinoamérica para las mujeres mestizas y "cuencana" es el gentilicio de las personas nacidas en Cuenca, ciudad capital de la provincia del Azuay.

## Historia
Durante la época colonial, las leyes señalaban el tipo de ropa y complementos que cada grupo étnico y las diferentes categorías de mestizajes podían usar. Las mujeres tuvieron una mayor participación en el proceso de mestizaje y la indumentaria fue un elemento importante dentro de ese proceso. Pero hay elementos que usaron de forma indistinta blancas y mestizas, cuyos orígenes puedrían haber sido tanto americanos como europeos. Así, las polleras eran usadas en el siglo XVIII por mujeres indias, blancas, y pardas. Estas eran prendas de estilo europeo, del siglo V antes de Cristo. Las polleras además pueden tener relación con los anacos indígenas, que empezaron a tener una connotación peyorativa en el siglo XVII. Los estudios no permiten señalar una evolución de la indumentaria indígena o mestiza en Cuenca y su región, que dependió, además, de la condición social y económica de cada individuo.

## Contexto social y cultural

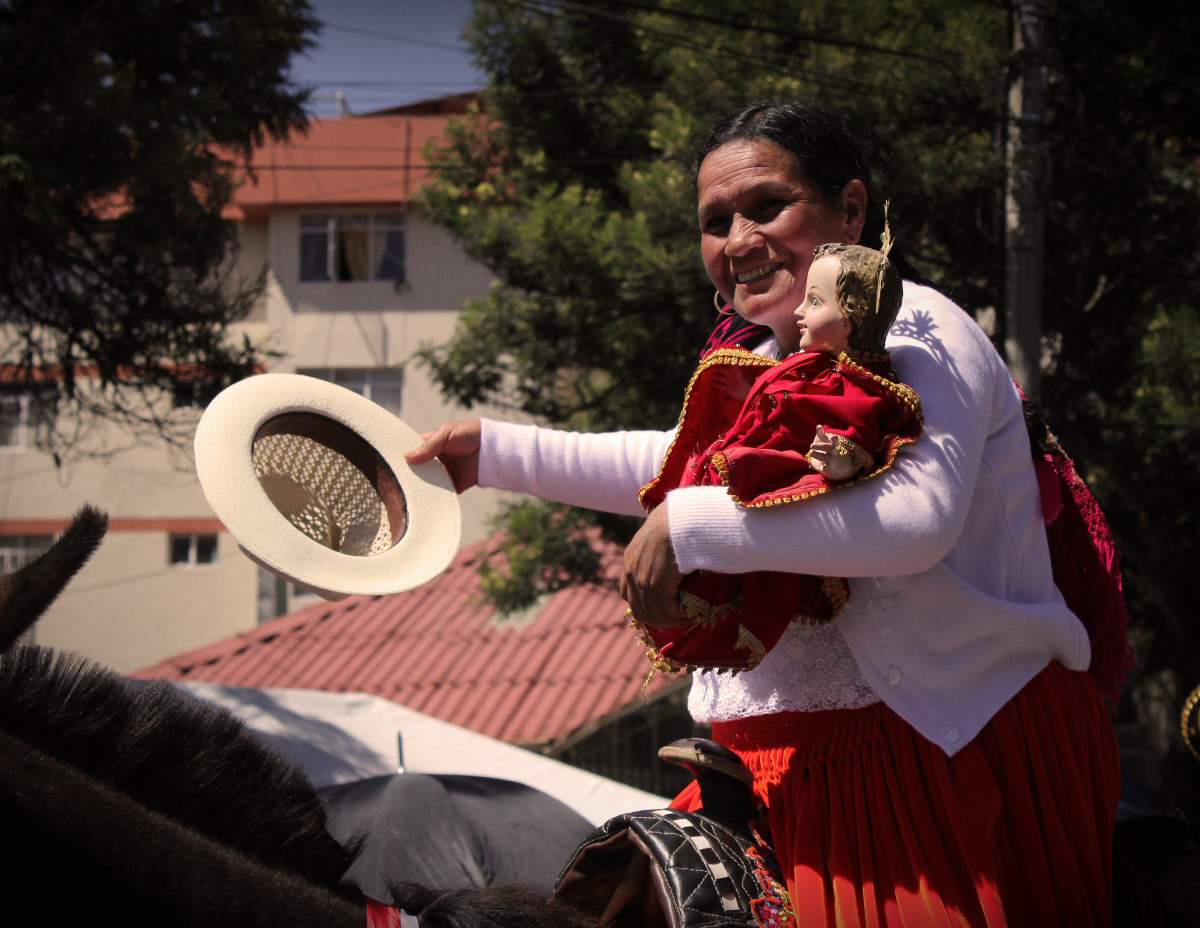
Chola cuencana con una reproducción de la imagen del Niño Viajero y un sombrero de paja toquilla.

La chola cuencana es el arquetipo de la mujer mestiza de la región del Azuay y Cañar, símbolo vivo de la identidad local, posición que no ocupa el cholo. Generalmente es la mujer campesina dedicada a labores agropecuarias. Su atuendo es un icono folclórico y se complementa con el peinado de dos trenzas que caen sobre los hombros y son atadas al final con una cinta multicolor.

Hoy en día, por un lado, es vista y, por otro, se considera a sí misma como una mujer que se siente orgullosa de su piel blanca, pero al mismo tiempo, de su indumentaria, de procedencia indígena en su mayoría.
Diego Arteaga

Entre otras, las principales referencias culturales de la chola cuencana son las siguientesː
- Durante las fiestas de conmemoración de la independencia, en noviembre de cada año, en Cuenca se realiza un certamen patrocinado por el municipio en que se elige a la "Chola Cuencana" del año, que presidirá la Fundación Chola Cuencana, entidad que impulsa obras sociales en las comunidades rurales. Las candidatas son representantes de las 21 parroquias rurales del cantón Cuenca. En otros cantones se desarrollan elecciones similares.[8]
- En Cuenca hay un monumento a la chola cuencana. Su colocación e una de las principales avenidas de la ciudad, con el tiempo, dio nombre a uno de sus barrios.[7]
- Chola cuencana es el nombre de una de las canciones típicas de la ciudad, considerada como un segundo himno de la ciudad. La música de este pasacalle ecuatoriano fue compuesta a finales de los años cuarenta por Rafael Carpio Abad, con letra del poeta Ricardo Darquea Granda.[9][10][11]

## Vestimenta
El conjunto de vestimenta completo rescata los atuendos tradicionales y emblemáticos de la mujer típica de la ciudad de Cuenca. Este denota elegancia y es elaborado con materiales finos que le dan la clásica imagen y características. Estos conjuntos pueden ser adquiridos en el centro de la ciudad donde se encuentran locales comerciales dedicados específicamente a la confección y venta de la indumentaria.
Los costos de los conjuntos de vestir varían según la calidad de las telas y el trabajo que haya sido empleado en cada prenda. Las blusas se pueden encontrar en valores que bordean los cincuenta (50) dólares, mientras que las polleras se manejan en un rango de precios de entre los ochenta (80) dólares a los ciento cincuenta (150) dólares aproximadamente. El tiempo de confección de un conjunto entero es de aproximadamente  una semana. El atuendo que se considera cumple los cánones de lo tradicional se compone de:
- Blusa: Esta parte de la vestimenta puede ser usualmente de tela de algodón en color entero usualmente blanca combinada con la tela tipo “Guipur”, que son bordados, mismos que son característicos de los acabados de estas blusas. Esta vestimenta cuenta con múltiples adornos bordados, encajes y vuelos que no se limitan al tono blanco característico de  la prenda, sino que varían en colores para dar realce.
- Faldas: También conocidas como polleras, son prendas realizadas en lana o terciopelo en gamas de colores que varían entre el rojo, anaranjado, verde, púrpura o fucsia. Estas cuentan con bordados que se encuentran en el borde inferior en forma de guirnaldas que generalmente plasman figuras de flores bordadas a mano con distintos colores y patrones.; la otra, exterior, también llamada "bolsicón", de colores llamativos, en colores como naranja, amarillo, violeta, rosado y verde, y con bordados en hilo, lentejuelas y canutillos.[14][15]
- Manta: Conocida como macana y en el exterior como chal o manteleta de paño fino realizada por artesanos en el cantón de Gualaceo, en la provincia del Azuay.  El término macana proviene la palabra “mengikat” que significa “atar” “amarrar”. Adornada con la técnica del ikat, que consiste en amarrar secciones de hebras para, posteriormente, proceder a su teñido; las partes cubiertas por los nudos conservan su color de origen, en cambio, aquellas secciones desprotegidas se impregnan de la nueva identidad cromática que les confieren los tintes. Al desatar los nudos, el resultado es una policromía que esconde tras de sí complicados diseños, los cuales solo se revelarán después de que los hilos hayan desfilado por el telar.[16][17]
- Tocado: Sobre el cabello recogido en trenzas se usa un sombrero de paja toquilla, también llamado sombrero jipijapa, tejido a mano, de copa alta, ala corta y por lo general decorado con una cinta de tela roja o de otros colores que combinen con el atuendo.[18]

- Joyas: En las orejas se usan grandes aretes de tipo candonga, elaborados en oro, perlas y piedras preciosas en proporción al prestigio social de la portadora. Estas joyas pueden ser adquiridas en el cantón Chordeleg ubicado en la provincia del Azuay, los cuales cuentan con diseños populares de los rosetones emblemáticos de la Catedral de la Inmaculada Concepción de Cuenca; además de los accesorios ya mencionado también se utilizan anillos y collares.[19][20]

- Calzado: Alpargatas o, más recientemente, zapatos de charol, que se comercializan en el centro de Cuenca. Estos usualmente se llevan en color negro pero pueden variar a tonos como el café o incluso el blanco.

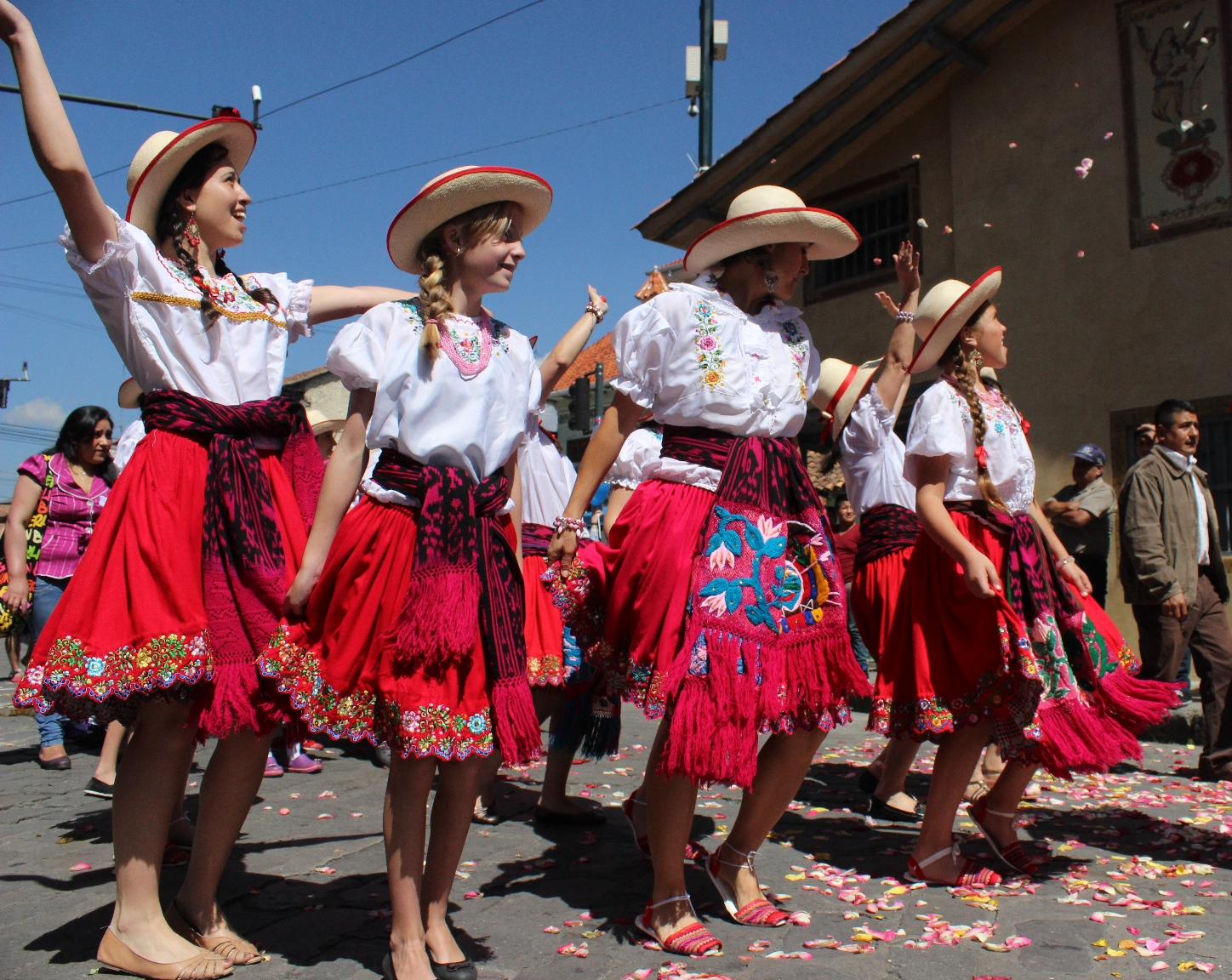
Adolescentes con el traje típico de la chola cuencana en un desfile por las calles del Centro Histórico de Cuenca.

## Canción de la Chola Cuencana
Esta melodía corresponde a un pasacalle. Es una de las canciones que más caracterizan a la ciudad. Esta canción se ha convertido en tradición para la cultura cuencana tanto en festividades, desfiles, fiestas, entre otros.
En honor a las llamativas mujeres mestizas de la ciudad de Cuenca, el compositor cuencano Rafael Carpio Abad compuso la música de la “Chola Cuencana” y el poeta Ricardo Darquea la letra.

## Monumento a la Chola Cuencana
El Monumento a la Chola Cuencana fue elaborado en 1957 por el escultor Fausto Culebras y terminado por Virgilio Quinde. Actualmente, está situado en el redondel de la intersección de la Avenida Huayna Cápac y la Avenida España, en el centro de la ciudad. Su altura es de aproximadamente 1,70 metros y pesa 2,5 toneladas. Este monumento fue restaurado en 2018 conjuntamente con la figura de Hurtado de Mendoza, debido a la construcción del tranvía de Cuenca.